# NHK北見放送局
43°48′40″N 143°53′4″E / 43.81111°N 143.88444°E
NHK北見放送局（日语：／ Enueichikei Kitami Hōsōkyoku），又译NHK北见广播电视台，是日本放送協會位於北海道北見市，負責主管NHK在北海道鄂霍次克地區事務的地方广播电视台，為地理位置最北邊的NHK地方放送局。

## 外部連結
- 官方网站 （日語）